# Neorhynchocephalus sulphureus
Neorhynchocephalus sulphureus är en tvåvingeart som först beskrevs av Christian Rudolph Wilhelm Wiedemann 1830.  Neorhynchocephalus sulphureus ingår i släktet Neorhynchocephalus och familjen Nemestrinidae. Inga underarter finns listade i Catalogue of Life.